# Mariano Benito Barrio Fernández
Mariano Benito Barrio Fernández (ur. 21 listopada 1805 w Jaca, zm. 20 listopada 1876 w Walencji) – hiszpański duchowny katolicki, kardynał, Arcybiskup Walencji.

## Życiorys
Święcenia kapłańskie przyjął w 1830. 17 grudnia 1847 został wybrany biskupem Kartageny. 5 marca 1848 w Palencii przyjął sakrę z rąk kardynała Carlosa Labordy Clau (współkonsekratorami byli biskupi: José Antonio Ribadeneyra i Agustín Lorenzo Varel). W 1861 objął stolicę metropolitalną Walencji, na której pozostał już do śmierci. Uczestniczył w obradach Soboru Watykańskiego I. 22 grudnia 1873 Pius IX wyniósł go do godności kardynalskiej z tytułem prezbitera Ss. Ioannis et Pauli.